# Cuatro lunas
Cuatro lunas es una película mexicana dirigida por Sergio Tovar Velarde.
Sus protagonistas son: Antonio Velázquez, Alejandro de la Madrid, César Ramos, Gustavo Egelhaaf, Alonso Echánove, Alejandro Belmonte, Karina Gidi, y Juan Manuel Bernal. Fue uno de los 14 filmes nominados por México para ser considerados para el Óscar a la mejor película de habla no inglesa en la edición 88.ª de los Premios Óscar, sin embargo perdió ante el filme 600 millas.

## Argumento
La película desarrolla cuatro historias, nombradas con cada una de las cuatro fases de la luna, que tienen como tema central el amor y la autoaceptación. Las cuatro historias no enlazan en ningún momento durante la narrativa y se desarrollan de manera intermitente a lo largo del filme.

### Luna nueva
Habla acerca de un niño que intenta explorar su sexualidad con su primo y es víctima de burlas por parte de sus compañeros del colegio.

### Cuarto creciente
La segunda historia habla acerca de Fito y Leo. Ambos son dos jóvenes universitarios que en el pasado fueron mejores amigos de su infancia en Tepic, pero luego Leo se trasladó a la Ciudad de México. Años después, el destino hace que se vuelvan a encontrar en la universidad, ya que el padre de Fito falleció y su mamá encontró trabajo en la ciudad, pero su situación económica es muy precaria; mientras que la familia de Leo goza de una buena posición económica. Al momento de encontrarse de nuevo, Leo era un joven con una vida normal que tenía una novia y un grupo de amigos. Leo intenta que Fito pertenezca a su círculo de amigos. 
Una noche, Leo olvida las llaves de su casa y Fito lo invita a pasar la noche en la suya. Ahí Fito le cuenta la terrible tragedia de la pérdida de su padre y su situación económica y la falta que le hizo un amigo. Leo lo consuela y le permite abrazarlo y así pasar la noche juntos, abrazados. Al despertar, Fito acaricia a Leo y terminan besándose, disfrutando ambos del momento. Pero al despedirse, Leo le pide a Fito que no le cuente a nadie lo que sucedió. 
Más adelante, Leo busca nuevamente a Fito e intentan tener relaciones sexuales. Para ambos es su primera vez con un hombre, por lo que suceden situaciones de humor en su primera relación. Ambos continúan amándose en secreto, lo cual molesta a Fito, ya que Leo niega en todo momento la relación existente con sus amigos. Fito intenta hablar con su madre acerca de su homosexualidad, pero ella le pide no hablar del tema, ya que ha tenido que soportar muchas desgracias y no piensa tener otro motivo para sufrir. 
En casa de Leo se va a organizar una fiesta familiar. Este le dice a Fito estar dispuesto a presentarlo en su familia como su novio. Pero Leo nunca se presentó a casa de Fito para llevarlo a la fiesta, lo cual provoca que termine su relación. Fito intenta engañar a su madre de que va a la fiesta. Cuando esta se da cuenta de lo que pasó, consuela a su hijo y le dice que Leo no lo merece y que algún día llegará su amor verdadero. Esta aceptación por parte de su madre origina que Fito decida salir del clóset y asistir a lugares de encuentro gay, por lo que conoce a otro chico con el que forma una pareja pública. Leo lo encuentra en un centro comercial y decide buscarlo nuevamente para pedirle perdón, decirle que ahora sí está listo a hablar abiertamente a su familia del tema y que reanuden su relación, lo cual Fito acepta y nuevamente son novios.

### Luna llena
La tercera historia habla acerca de dos adultos jóvenes que llevan 10 años viviendo juntos y que la sombra de una infidelidad meterá en problemas su relación.
Hugo, que teniendo una relación aparentemente madura con Andrés, conoce a otro joven -gay masculino- con el que solo tiene relaciones sexuales, pues se niega a tener sexo con Andrés por su falta de masculinidad en reuniones con amigos. Al saber Andrés de la infidelidad de Hugo, le suplica que no lo deje y le dé unas semanas, en las cuales se propone a llevar a cabo acciones que los ayuden a salvar su relación, y si al cabo del tiempo no logra nada, él se irá en vez de Hugo. 
A pesar de todo el esfuerzo de Andrés, Hugo no muestra el mismo interés y recibe llamadas de su amante, incluso mientras está con Andrés, a lo que Andrés solo tiene paciencia. Cierta noche, al regresar de una fiesta, se disponen a hacer el amor, pues Andrés ha luchado por recuperar la relación. En eso, Hugo recibe un mensaje de su amante y lo llama para ver qué sucede. Este le dice que ya tiene otra pareja con la que está teniendo sexo, por lo que él se exalta y explota emocionalmente. Andrés trata de calmarlo y le dice que tiene miedo que algún día su amor por él desaparezca.
Hugo busca a su amante, quien le dice que si le pide sean novios. Se va con él a donde quiera, pero lo rechaza. Al querer marcharse, ve cómo otro hombre se acerca a su amante y empieza a molestarlo, por lo que lo ataca para defenderlo y recibe un golpe en la cabeza que le provoca una herida. Sale del lugar y llama a Andrés para que lo ayude. Él lo lleva a un hospital y después de un abrazo y un beso en la frente, lo deja solo.
Al llegar a casa, Hugo se da cuenta de que Andrés se ha ido, pues los adornos que tenía este en el refrigerador ya no están. Llora amargamente. Para recordarlo, coloca algunos imanes como solía hacerlo Andrés.
Andrés se marcha a vivir solo, como le había dicho a Hugo, y a comenzar una vida nueva.

### Cuarto menguante
La última historia habla acerca de un hombre mayor casado y con familia que se siente atraído por un joven prostituto.

## Reparto
- Antonio Velázquez como Hugo.
- Alejandro de la Madrid como Andrés.
- César Ramos como Fito.
- Gustavo Egelhaaf como Leo.
- Alonso Echánove como Joaquín.
- Alejandro Belmonte como Gilberto.
- Karina Gidi[18] como Laura.
- Gabriel Santoyo[19]  como Mauricio.
- Sebastián Rivera[20] como Oliver.
- Juan Manuel Bernal[21] como Héctor.
- Marta Aura como Petra.
- Mónica Dionne[22] como Aurora.
- Astrid Hadad como Alfonsina.
- Hugo Catalán[20][23] como Sebastián.
- Jorge Luis Moreno como Enrique.
- Luis Arrieta como Alfredo.
- Laura de Ita[24] como Amanda.
- Joaquín Rodríguez[25] como Bruno.
- Marisol Centeno como Mariana.
- Alejandra Ley como Tania.
- Héctor Arredondo como Sacerdote.
- Ricardo Polanco como Rolando.
- Renato Bartilotti como Doctor.
- Oscar Olivares como Alejandro.
- Martín Barba como Pepe.

## Curiosidades
- Cuando Leo le deja el regalo a Fito en su casa se puede ver el apellido de Fito, ya que la caja lleva una etiqueta dirigida a "Adolfo Ortiz".
- En la caja del regalo que Leo deja a Fito se puede leer la frase "Dibújame un Cordero", en alusión a una frase del libro "El Principito".

## Errores
- En las primeras dos escenas de Leo y Fito, cuando se reencuentran y la plática entre amigos, se puede ver que Leo trae la camisa fuera del pantalón, cuando están en el estacionamiento, ya la trae por dentro.
- En la escena del cuarto de Fito, cuando Leo se queda a dormir, se puede ver como Leo toma un portarretratos con una foto de Fito y le dice "yo te conocí así", cuando Fito se la quita y la pone en el librero, se puede notar que sólo es una fotografía (sin portarretratos).
- En la escena del centro comercial, Leo voltea a ver a Fito, y cuando la toma se acerca se puede ver un mechón de cabello que le cae en la cara, cuando la toma cambia, desaparece el mechón, y Leo se mantenía en la misma posición (mirando a Fito).
- En la escena donde Fito espera que pasen por él, antes de salir dice que ya son las 9 p. m. , pero cuando sale a la calle a esperar se puede ver en su teléfono que son las 11:45.